# Ghana na Letnich Igrzyskach Olimpijskich 2020
Ghanę na Letnich Igrzyskach Olimpijskich 2020 reprezentowało 14 zawodników : dwunastu mężczyzn i dwie kobiety. Był to piętnasty start reprezentacji Ghany na letnich igrzyskach olimpijskich.

## Zdobyte medale[3]
| Medal | Zawodnik     | Dyscyplina | Konkurencja            | Rezultat                                                              | Data       |
| ----- | ------------ | ---------- | ---------------------- | --------------------------------------------------------------------- | ---------- |
| Brąz  | Samuel Takyi | Boks       | waga piórkowa mężczyzn | W półfinale uległ reprezentantowi Stanów Zjedboczonych Duke Ragan 1:4 | 3 sierpnia |

## Skład kadry

### Boks
| Zawodnik        | Konkurencja             | 1/16             | 1/8              | Ćwierćfinał      | Półfinał         | Finał            | Finał   | Źródło |
| Zawodnik        | Konkurencja             | Przeciwnik Wynik | Przeciwnik Wynik | Przeciwnik Wynik | Przeciwnik Wynik | Przeciwnik Wynik | Miejsce | Źródło |
| --------------- | ----------------------- | ---------------- | ---------------- | ---------------- | ---------------- | ---------------- | ------- | ------ |
| Sulemanu Tetteh | waga musza mężczyzn     | Marte W 3-2      | Veitía P 0-5     | NQ               | NQ               | NQ               | 9.      | [ 4 ]  |
| Samuel Takyi    | waga piórkowa mężczyzn  | Bye              | Caicedo W 5-0    | Ávila W 3-2      | Duke Ragan P 1-4 | NQ               | brąz    | [ 5 ]  |
| Shakul Samed    | waga półciężka mężczyzn | Bye              | Malkan P RSC     | NQ               | NQ               | NQ               | 9.      | [ 6 ]  |

### Judo
| Zawodnik     | Konkurencja | 1/16                  | 1/8                 | Ćwierćfinał         | Półfinał            | Repasaże            | Finał / 3.miejsce   | Finał / 3.miejsce | Źródła |
| Zawodnik     | Konkurencja | Przeciwniczka Wynik   | Przeciwniczka Wynik | Przeciwniczka Wynik | Przeciwniczka Wynik | Przeciwniczka Wynik | Przeciwniczka Wynik | Pozycja           | Źródła |
| ------------ | ----------- | --------------------- | ------------------- | ------------------- | ------------------- | ------------------- | ------------------- | ----------------- | ------ |
| Kwadjo Anani | -90 kg (m)  | Gwak Dong-han P 00-10 | NQ                  | NQ                  | NQ                  | NQ                  | NQ                  | 17.               | [ 7 ]  |

### Lekkoatletyka
Konkurencje biegowe
| Zawodnik                                                            | Konkurencja            | Eliminacje | Eliminacje | Półfinał | Półfinał | Finał | Finał   | Źródło |
| Zawodnik                                                            | Konkurencja            | Wynik      | Miejsce    | Wynik    | Miejsce  | Wynik | Miejsce | Źródło |
| ------------------------------------------------------------------- | ---------------------- | ---------- | ---------- | -------- | -------- | ----- | ------- | ------ |
| Benjamin Azamati-Kwaku                                              | 100 m (m)              | 10,13      | 4.         | NQ       | NQ       | NQ    | NQ      | [ 8 ]  |
| Joseph Amoah                                                        | 200 m (m)              | 20,35      | 3.         | 20,27    | 4.       | NQ    | NQ      | [ 9 ]  |
| Sean Safo-Antwi Benjamin Azamati-Kwaku Emmanuel Yeboah Joseph Amoah | sztafeta 4 × 100 m (m) | 38,08      | 5.         | N/A      | N/A      | DSQ   | DSQ     | [ 10 ] |

Konkurencje techniczne
| Zawodnik  | Konkurencja  | Kwalifikacje | Kwalifikacje | Finał | Finał   | Źródło |
| Zawodnik  | Konkurencja  | Wynik        | Miejsce      | Wynik | Miejsce | Źródło |
| --------- | ------------ | ------------ | ------------ | ----- | ------- | ------ |
| Nadia Eke | trójskok (k) | NM           | -            | NQ    | NQ      | [ 11 ] |

### Pływanie
| Zawodnik      | Konkurencja          | Eliminacje | Eliminacje | Półfinał | Półfinał | Finał | Finał   | Źródło               |
| Zawodnik      | Konkurencja          | Czas       | Miejsce    | Czas     | Miejsce  | Czas  | Miejsce | Źródło               |
| ------------- | -------------------- | ---------- | ---------- | -------- | -------- | ----- | ------- | -------------------- |
| Abeku Jackson | 100 m motylkowym (m) | 53,39      | 45.        | NQ       | NQ       | NQ    | NQ      | [ 12 ] [ 13 ] [ 14 ] |
| Unilez Takyi  | 50 m dowolnym (k)    | 27,85      | 57.        | NQ       | NQ       | NQ    | NQ      | [ 15 ] [ 16 ] [ 17 ] |

### Podnoszenie ciężarów
| Zawodnik        | Konkurencja     | Rwanie | Rwanie  | Podrzut | Podrzut | Razem  | Pozycja | Źródło |
| Zawodnik        | Konkurencja     | Wynik  | Pozycja | Wynik   | Pozycja | Razem  | Pozycja | Źródło |
| --------------- | --------------- | ------ | ------- | ------- | ------- | ------ | ------- | ------ |
| Christian Amoah | -96 kg mężczyzn | 145 kg | 14.     | 170 kg  | 13.     | 315 kg | 12.     | [ 18 ] |